# Inžavinskij rajon
L'Inžavinskij rajon (in russo Инжавинский район?) è un rajon dell'Oblast' di Tambov, nella Russia europea; il capoluogo è Inžavino. Istituito nel 1928, ricopre una superficie di 1.820 chilometri quadrati e consta di una popolazione di circa 24.000 abitanti.